# Atractylodes
Atractylodes es un género  de plantas con flores perteneciente a la familia Asteraceae. Comprende 13 especies descritas y, de estas, solo 8 aceptadas.

## Descripción
Es un género herbáceo, perenne, rizomatosa con hojas desde enteras hasta pinnatifidas con márgenes espinosos. El involucro está rodeado por hojas involucrales similares a las hojas caulinares. El involucro propiamente dicho tiene las brácteas externas pectinato pinnatisectas/pinnatipartidas, y las internas ovaladas/elípticas y eventualmente mucronadas. El receptáculo, llano o cóncavo, está densamente cubierto de páleas lineares. Todas las flores son flósculos hermafroditas con la corola profundamente pentalobulada y de color blanco, rosado, rojizo, violáceo o amarillo. El fruto es una cipsela ovoidea, comprimida y de ápice truncado con un vilano de cerdas plumosas homomorfas, en una sola fila, soldadas en un anillo basal.

## Distribución
Es un género endémico de Asia oriental, con 2 especies propias de China.

## Taxonomía
El género fue descrito por Augustin Pyrame de Candolle y publicado en Prodromus Systematis Naturalis Regni Vegetabilis, vol. 7(1), p. 48 en 1838 Archivado el 2 de febrero de 2017 en Wayback Machine..
Etimología
- Atractylodes: derivado del vocablo latín atractylis, -ĭdis, prestado del griego ατραχτυλίς que es derivado de άτραχτος, -άχτου, huso; o sea, «parecido al Atractylis», ya que el género se creó para especies descritas originalmente como Atractylis por su semblanza con dicho género que, como diferencia esencial, tiene lígulas periféricas, lígulas que faltan en Atractylodes

Sinónimos
- Giraldia Baroni, 1897[3][1][2]

## Especies aceptadas
- Atractylodes amurensis (Freyn ex Kom.) H.S.Pak
- Atractylodes carlinoides (Hand.-Mazz.) Kitam.
- Atractylodes japonica Koidz. ex Kitam.
- Atractylodes koreana (Nakai) Kitam.
- Atractylodes lancea (Thunb.) DC.
- Atractylodes macrocephala Koidz.
- Atractylodes ovata (Thunb.) DC.
- Atractylodes rubra Dekker[1]

## Usos
Ciertas especies (A. lancea, A. macrocephala) están ampliamente cultivadas en China para el uso de sus rizomas en medicina tradicional .